# فرسان الهيكل
فرسان الهيكل، أو فرسان المعبد الملقبون بـالجنود الفقراء للمسيح ومعبد سليمان (باللاتينية: Pauperes commilitones Christi Templique Salomonici) وعرفوا أيضًا بـالداوية أو تنظيم الهيكل (بالفرنسية: Ordre du Temple / Templiers) كانوا هم أحد أقوى التنظيمات العسكرية التي تعتنق الفكر المسيحي الكاثوليكي اللاتيني، وأكثرها ثراءً ونفوذًا وأحد أبرز ممثلي الاقتصاد المسيحي. ودام نشاطهم قرابة قرنين من الزمان في العصور الوسطى.
ذاع صيت التنظيم في العالم المسيحي بعد أن صادقت عليه الكنيسة الكاثوليكية رسميًّا حوالي سنة 1129، وأخذ يزداد نفوذا وقوة وعددا بخطى متسارعة. ثبت إقدام فرسان المعبد في حلتهم البيضاء المميزة بالصليب الأحمر كإحدى أمهر وأخطر الوحدات العسكرية المشاركة في الحملات الصليبية  كما أدار أعضاء التنظيم المدنيون بنية تحتية اقتصادية واسعة النطاق في كافة أنحاء العالم المسيحي، حيث يعزى إليهم الفضل في ابتكار بعض الطرق المالية التي تعتبر بمثابة اللبنات الأولية لنظام المصارف والبنوك الحديث، كما أنهم شيدوا الحصون وأقاموها في كل مكان في أوروبا وفي الأرض المقدسة.
ارتبط مصير فرسان الهيكل بشدة بالحملات الصليبية وعندما لحقت الهزيمة بالحملات الصليبية في القدس، خسر التنظيم كثيرا من الدعم وشاعت الأقاويل حول الاجتماعات والاحتفالات السرية التي يعقدونها، الأمر الذي أثار الريبة تجاههم.
انتهز فيليب الرابع ملك فرنسا هذه الفرصة حيث أثقلته ديونه المالية للتنظيم. على إثر ذلك، اُعتقل الكثير من أعضاء التنظيم في فرنسا في 13 أكتوبر سنة 1307 وأُكرهوا تحت وطأة التعذيب على تقديم اعترافات مختلقة لينتهي مصيرهم بالإعدام على المحرقة، وقيام البابا كليمنت الخامس تحت ضغط الملك فيليب بحل التنظيم عام 1312.
أدى كل ذلك إلى الاختفاء المفاجئ لشريحة واسعة من المجتمع الأوروبي مؤديا بذلك إلى انتشار الأقاويل والأساطير حول ماهية وكينونة التنظيم والتي أدت بدورها إلى بقاء اسم فرسان الهيكل حياً حتى اليوم.

## تاريخ التنظيم

### النشأة والنهوض

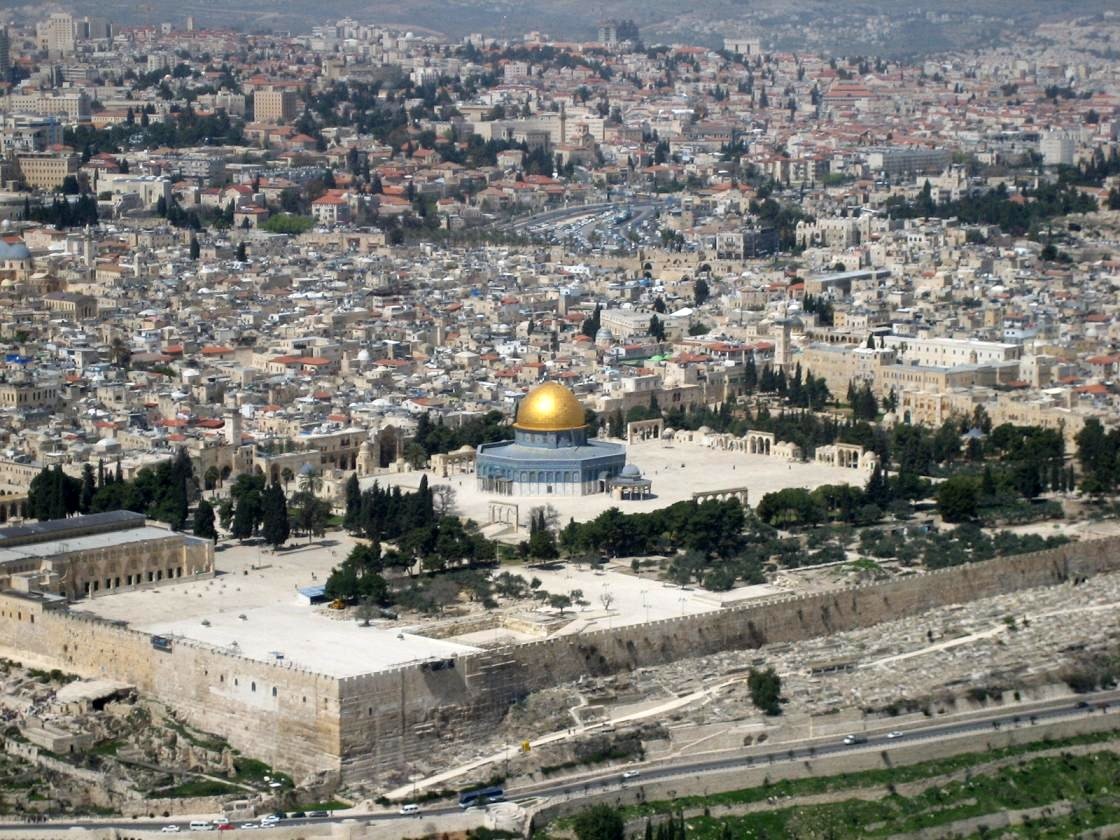
الحرم القدسي الشريف، والمقر الأول لفرسان الهيكل، في القدس. أطلق عليه الصليبيون هيكل سليمان، ومنه خرجوا باسمهم.

بعدما استولت الحملة الصليبية الأولى على القدس سنة 1099، تهافت الحجاج المسيحيون على زيارة الأراضي المقدسة. وبالرغم من إحكام الحملة الصليبية قبضتها على الأمور في القدس نسبيًا، إلا أن الأمر لم يكن كذلك في سائر الأراضي المحتلة أو أراضي ما وراء البحار، حيث عجت تلك الأراضي بقطاع الطرق الذين لم يتورعوا عن قتل الحجيج بأعداد هائلة وصلت إلى بضع مئات في بعض الأحيان، وذلك في أثناء عبورهم الساحل عبر مدينة يافا في طريقهم للأراضي المقدسة.
بناءً على ما تقدم، فقد قام الفارس الفرنسي هيوجز دي بانز سنة 1120 برفع طلب إلى الملك بلدوين الثاني ملك مملكة بيت المقدس، والبطريرك ورموند بطريرك كنيسة اللاتين في القدس يقترح فيه إنشاء تنظيم رهباني يضطلع بمهمة حماية الحجيج المسيحيين. وافق الرجلان على الاقتراح في جلسة مجلس نابلس في يناير 1120 وجهز الملك للفرسان مقرًا في جناح من القصر الملكي في جبل الهيكل في المسجد الأقصى المحتل.
كان لجبل الهيكل قدسية خاصة لما يقال عن استقراره على أنقاض معبد سليمان واعتياد الصليبيين الإشارة إلى المسجد الأقصى بمعبد سليمان، ومنه وسم التنظيم نفسه بالجنود الفقراء للمسيح ومعبد سليمان وارتبط اسمهم بالمعبد أو الهيكل فنعتوا أنفسهم بـ«فرسان الهيكل».
افتقر التنظيم الذي بدأ بتسعة فرسان (منهم جودفري دي سان أومير، وأندريه دي مونتبارد) إلى التمويل المالي واعتمدوا في بقائهم على التبرعات التي جاء منها رمز التنظيم الذي يصور فارسين يمتطيان جوادًا واحدًا، إشارة إلى ضيق حال التنظيم.

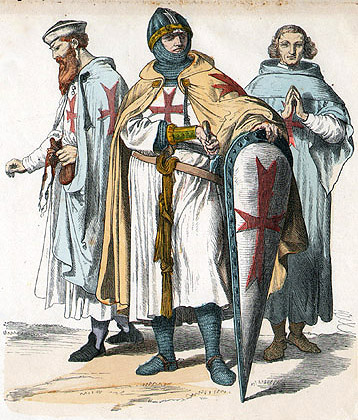
صورة لمجموعة من فرسان الهيكل

لم يستمر وضع فرسان الهيكل على هذه الحالة من الفقر طويلاً، حيث كان لهم صوت مسموع وبارز في الكنيسة متمثلاً في القديس برنارد دي كليرفو أحد أبرز الرموز القيادية في الكنيسة وابن أخ الفارس أندريه دي مونتبارد.
قام برنارد بدعم التنظيم بكامل قوته وكتب باسمهم وعنهم في كتابه "في مدح تنظيم الفروسية الجديد". كما قاد عام 1129 مجموعة من رجال الكنيسة للموافقة على التنظيم والمصادقة عليه باسم الكنيسة في مجلس تروا المنعقد في ذلك العام.
من هنا، أصبح التنظيم قبلة الأعمال الخيرية في العالم المسيحي، حيث استقبل الهبات من الأموال والأراضي والأعمال والمتطوعين من أبناء العوائل النبيلة الذين تهافتوا على المشاركة في الحرب بالأراضي المقدسة.
نال فرسان الهيكل امتيازًا عظيمًا آخرَ في عام 1139 عندما أصدر البابا إنوسنت الثاني مرسومًا بابويًا يعرف باسم "العطية بالغة الكمال (باللاتينية: Omne Datum Optimum) والذي أعفي بموجبه أعضاء التنظيم من الخضوع للقانون المحلي وأصبح لهم حق اجتياز جميع الحدود بحرية تامة، إضافة إلى إعفائهم من دفع الضرائب وعدم الخضوع ولا الولاء ولا الامتثال إلا للبابا فقط.
بهذه الرؤية الواضحة وبهذا التمويل الوفير أخذ التنظيم في النمو والازدهار، حيث شكل الفرسان قوة الهجوم الأساسية في المعارك الصليبية الكبرى، يناط بفرسانها المدججين بالدروع الثقيلة على جيادهم الحربية المبادرة بالكر على جيش العدو لزعزعة صفوفه.
تجدر الإشارة هنا إلى أن أحد أبرز انتصارات فرسان الهيكل كانت في معركة الرملة، حيث ساهم نحو 500 فارس من فرسان الهيكل بشكل فعال في دعم جيش الصلبيين البالغ بضعة آلاف وإلحاق الهزيمة بجيش صلاح الدين البالغ 26000 جندي.
من الجدير بالذكر أن غالبية أعضاء التنظيم كانوا من المدنيين بالرغم من السمة والتوجه العسكري للتنظيم، حيث قام هؤلاء كل من مركزه المدني على دعم التنظيم وقيادة بنيته التحتية الاقتصادية، وبلغ به الأمر إلى الاحتكام على ثروة تجاوزت بكثير حجم التبرعات المباشرة المقدمة له، على الرغم من قسمهم بالحفاظ على فقرهم؛ فمثلا، كان النبلاء المتحمسون للمشاركة في الحملات الصليبية يسندون إدارة جميع أصولهم المالية إلى أعضاء التنظيم ريثما يعودون منها. وعلى هذا المنوال تراكمت ثروات طائلة لدى فرسان الهيكل من كل بقعة من بقاع العالم المسيحي ومناطق ما وراء البحر. وفي عام 1150 بدأ التنظيم في إصدار صكوك الاعتماد المالية للحجيج المسافرين إلى الأراضي المقدسة.
استند نظام الصكوك هذا على مبدأ الأمانات، حيث كان الحاج يترك مقتنياته القيمة أو أمواله لدى أمين من أعضاء التنظيم قبل سفره ويستلم بدلا عنها وثيقة تحتوي على قيمة ما أودع بشكل صك. تسلم هذه الوثيقة في الأراضي المقدسة وبها يستلم الحاج ما يساوي قيمة وديعته.
ربما يكون هذا الابتكار هو الصورة الأولية للنظام المصرفي الحديث وكذلك أول نظام مالي يعتمد رسميا على استخدام الصكوك. نجح هذا النظام في صيانة الحجيج فلم يعد يجدي اللصوص وقطاع الطرق مهاجمتهم كما ساهم في إثراء خزائن التنظيم المالية.
أدى هذا المزيج من التبرعات والتعاملات المالية بالمحصلة إلى تحكم فرسان الهيكل في شبكة اقتصادية بالغة القوة والاتساع في جميع أنحاء العالم المسيحي، فامتلكوا الأموال الطائلة، والمساحات الشاسعة من الأراضي في كل من أوروبا والشرق الأوسط، وكذلك امتلكوا المزارع وحقول العنب وتولوا إدارة غيرها وشيدوا الكنائس والقلاع والحصون كما عملوا في الصناعة والاستيراد والتصدير وامتلكوا أسطولهم البحري الخاص، حيث خضعت جزيرة قبرص في فترة من الزمان بالكامل إلى سيطرة التنظيم. واستناداً إلى ما سبق، يدرج بعض المفكرين تنظيم فرسان الهيكل على أنه أول شركة متعددة الجنسيات في العالم.

### التدهور والسقوط

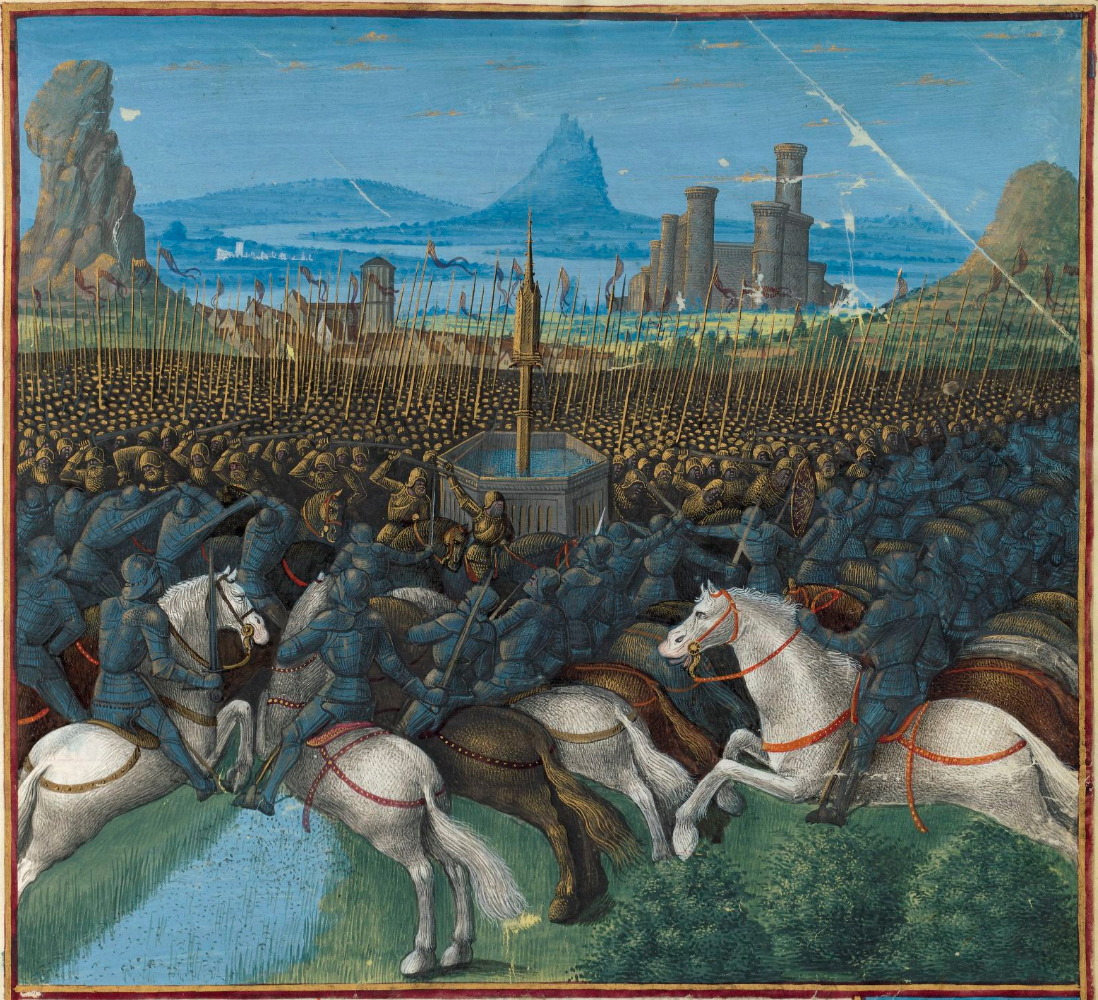
معركة حطين عام 1187، الحدث الحاسم في الحملات الصليبية.

بدأت الطاولة تنقلب على فرسان الهيكل في منتصف القرن الثاني عشر حيث بدأ العالم الإسلامي يتوحد تحت لواء قادة أقوياء مثل صلاح الدين الأيوبي من جهة، وتنامي بذور الخلاف بين الطوائف المسيحية حول الأراضي المقدسة من جهة أخرى، ولطالما نشب الخلاف لسنين عديدة بين فرسان الهيكل ونظيرتيها من التنظيمات العسكرية المسيحية كفرسان الإسبتارية وفرسان تيوتون مثلا، فتت فيها العداوة المستعرة عضد الجانب المسيحي سياسيًا وعسكريًا.
علاوة على ذلك، أدت هزيمة فرسان الهيكل في العديد من المعارك إلى استعادة جيش صلاح الدين القدس عام 1187 في معركة حطين الحاسمة.
بعد ذلك بفترة، استولى الصليبيون على المدينة مرة أخرى عام 1229 دون الحاجة لفرسان الهيكل ولم يمر على ذلك وقت طويل حتى استرد الخوارزميون القدس سنة 1244، ولم تزل تحت حكم المسلمين حتى انتزعتها بريطانيا من العثمانيين سنة 1917.
اضطر فرسان الهيكل إلى نقل مقرهم إلى مدن أخرى في الشمال ووقع اختيارهم على ساحل عكا الذي استقروا فيه قرابة قرن من الزمان، حتى خسروه عام 1291. تتابعت خسارة ما تبقى لهم من حصون ومعاقل أمثال طرطوشة (طرطوس في سوريا حاليا)، وعتليت.
بعدها انتقل مقرهم إلى ليماسول في قبرص وحاولوا الإبقاء على حامية لهم في جزيرة أرواد، على مقربة من ساحل طرطوشة، كما سعوا أيضاً في عام 1300 إلى التحالف العسكري مع المغول  وإنشاء قوة غازية جديدة في أرواد، غير أن الهزيمة لحقت بهم على يد المماليك المصريين في موقعة حصار أرواد وخسروا المدينة على إثرها، وبهذه الهزيمة لم يبق لفرسان الهيكل موطئ قدم في الأراضي المقدسة.
بدأ الدعم الذي يناله فرسان الهيكل ينحسر بعدما تقلص الدور العسكري للتنظيم. غير أن الأمر لم يكن بهذه السهولة؛ إذ أن فرسان الهيكل جعلوا أنفسهم جزءاً لا يتجزأ من الحياة اليومية في العالم المسيحي على مدار قرنين من الزمان. وساهم انتشار منازل ومباني التنظيم وبأعداد كبيرة في كل شبر في أوروبا في أن يحتفظ التنظيم بحضور واسع الأركان على الجانب المحلي. لم يفتأ أعضاء التنظيم يمارسون أعمالهم ويتولون إدارة أعمال الكثيرين، ولم يتوقف الأوربيون عن التعامل اليومي مع التنظيم، حيث أن منهم من عمل في مزرعة أو حقل عنب تابع لأحد أعضاء التنظيم، أو استفادوا من خدمات التنظيم البنكية في حفظ مدخراتهم ومقتنياتهم الثمينة. كما احتفظ فرسان الهيكل بامتيازهم القانوني، فلم يخضعوا للقانون المحلي، مما جعل منهم نوعًا من «الدولة داخل الدولة» في كل مكان يحلون فيه؛ وحتى بعد أن فقد جناحهم العسكري رؤيته العسكرية، ما زال يحق لهم عبور الحدود بحرية تامة. وأثار هذا حفيظة العديد من النبلاء الأوروبيين، وبصفة خاصة بعدما استشفوا نية فرسان الهيكل في تشييد دولة دينية لهم، كتلك التي شيدها فرسان تيوتون في بروسيا، أو تلك التي شيدها فرسان الإسبتارية في مدينة رودس.

### الملاحقة والاعتقالات وحل التنظيم

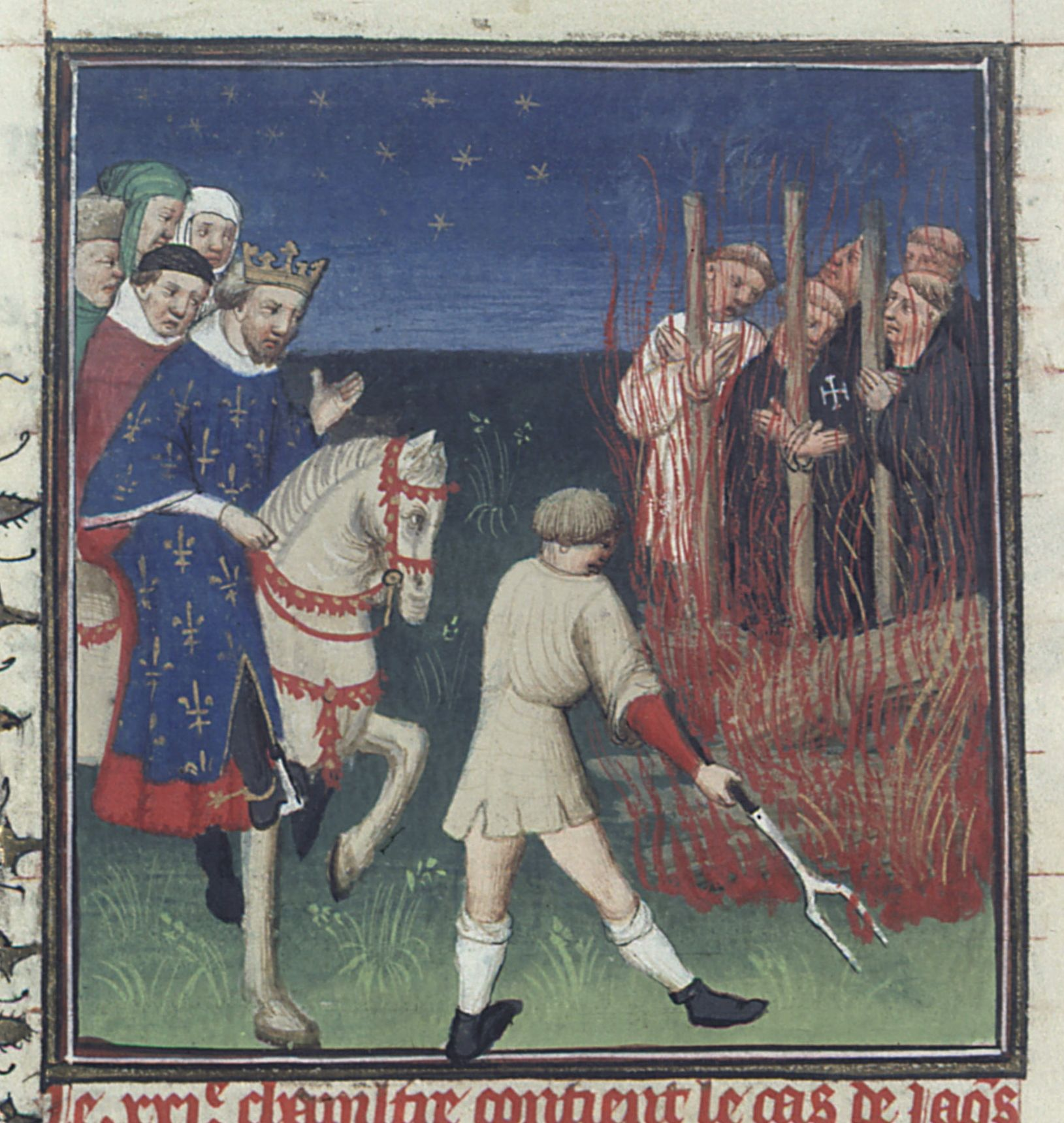
صورة للملك فليب الرابع وهو يشهد عمليات قتل لافراد فرسان الهيكل

في عام 1305 أرسل البابا كليمنت الخامس من مستقره في فرنسا إلى القائد الأعلى لفرسان الهيكل جاك دو مولاي، والقائد الأعلى لفرسان الإسبتارية فولك دي فالريه يناقش معهم إمكانية دمج التنظيمين. لم يبد أيهما تحمسًا للفكرة، إلا أن البابا لم يتخل عن عزمه. وفي عام 1306 دعا القائدين لزيارة فرنسا لمناقشة الأمر. كان دي مولاي أول الوافدين في أول عام 1307، وتأخر وصول دي فالريه لبضعة شهور، وفي هذه الأثناء ناقش كليمنت ودي مولاي مسائل تتعلق بأعمال إجرامية أتُهم فيها قائد أعلى سابق لفرسان الهيكل، وبت فيها ملك فرنسا ومساعدوه. وانتهى النقاش بشكل عام على أن اتفق الطرفان على بطلان هذه الاتهامات، إلا أن البابا كليمنت أرسل إلى الملك فيليب الرابع ملك فرنسا يطلب مساعدة البلاط الملكي في التحقيق في الأمر. يقول بعض المؤرخين أن الملك فيليب، إذ كان مدينًا بديون طائلة إلى التنظيم على إثر مساعدتهم إياه في حربه ضد الإنجليز، رأى أن يستغل الشائعات لمصلحته، وبدأ يضغط على الكنيسة لتتخذ إجراءات ضد التنظيم، ساعيًا خلال ذلك للتملص من ديونه. أشارت بعض الدراسات الحديثة إلى الدوافع الدينية والسياسية وراء تصرفات ملك فرنسا. فحسب ما يبدو، أنه في الوقت الذي «افتضح فيه» أمر ما سموه «بهرطقة فرسان الهيكل» وسعيهم إلى قمعه، قد آثر الكابيتيون الاحتفاظ لنفسهم بدعائم الحكم التي قامت على القدسية المستوحاة من نظام الكنيسية البابوية الديني. غير أن قضية معبد سليمان كانت الخطوة الأخيرة في خطة استيلاء الكنيسة على دعائم الحكم تلك، والتي بدأت بحركة انفصال البابا والكنيسة عن نظام الحكم الفرنسي في عهد البابا بونيفاس الثامن. فقد امتاز الملك الكابيتي –إذ يظهر دائمًا كالمدافع المطلق عن العقيدة الكاثوليكية- بحقوق ملكية شبه إلهية تنصبه في موقع أكبر سلطة من البابا، وهذا الأمر بالتحديد ما كان على المحك في حال محاكمة فرسان الهيكل. ملكية ثيوقراطية ناشئة.
في يوم الجمعة 13 أكتوبر 1307 (ارتبط هذه التاريخ خطأً بخرافة الجمعة الثالث عشر) أمر الملك فيليب الرابع باعتقال جاك دو مولاي ومعه العشرات من أعضاء التنظيم الفرنسيين. واستهلت مذكرة الاعتقال بهذه الجملة: «إن الرب ساخط علينا، بلادنا تؤوي أعداء الدين.» (بالفرنسية: Dieu n'est pas content, nous avons des ennemis de la foi dans le Royaume). أدين فرسان الهيكل بتهم عديدة، منها الإلحاد وعبادة الأصنام والهرطقة وممارسة الدعارة في طقوسهم والشذوذ الجنسي والفساد المالي والنصب والاحتيال والتخابر. أٌجبر العديد من المتهمين على الاعتراف بهذه الجرائم تحت التعذيب، وقد أثارت هذه الاعترافات ضجة كبيرة في باريس على الرغم من كونها منتزعة بالإكراه، وقد سٌجلت كافة تلك الاستجوابات على ورق برشمان بلغ طوله 30 مترًا، يوجد حاليًا في دار الوثائق القومية في باريس. كما أُكره المعتقلون على الاعتراف بقيامهم بالبصق على الصليب. من هذه الاعترافات: «أقر أنا ليموند دي لافير، 21 عامًا، بأني بصقت على الصليب ثلاث مرات، من فمي لا من قلبي.» [النص الأصلي بالفرنسية: Moi Raymond de La Fère, 21 ans, reconnais que (J'ai) craché trois fois sur la Croix, mais de bouche et pas de coeur]، مما ثبت تهمة الإلحاد على فرسان الهيكل.
أذعن البابا كليمنت إلى أوامر الملك فيليب الرابع، وأصدر مرسومًا بابويا يعرف في اللاتينية باسم: Pastoralis Praeeminentiae في 22 نوفمبر 1307 يأمر فيه جميع الملوك المسيحيين باعتقال فرسان الهيكل وحيازة ممتلكاتهم. ودعا البابا كليمنت إلى جلسات استماع للنظر في أمر إدانة فرسان الهيكل من براءتهم. وحين أرخى مستجوبو محاكم التفتيش قبضتهم على المتهمين، أنكر كثير منهم اعترافاتهم السابقة وتنكروا لها، وقد نجا منهم من حظي بشيء من الخبرة القانونية ليدافع عن نفسه أمام المحاكمات، غير أن الملك فيليب حال دون تلك المحاولات عام 1310 حين استخدم اعترافاتهم السابقة المنتزعة تحت التعذيب ليحكم على العشرات من أعضاء التنظيم بالإعدام حرقًا في باريس.

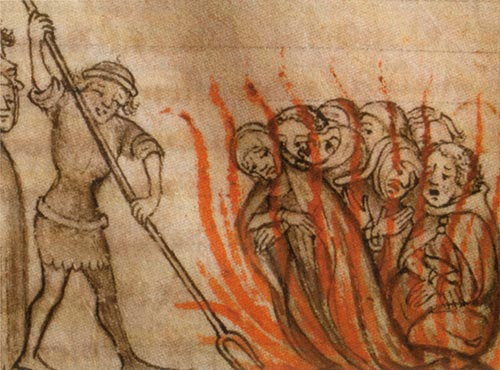
فرسان الهيكل أثناء إعدامهم حرقًا.

وتحت تهديد الملك فيليب للبابا باستخدام القوة العسكرية ما لم يذعن لأوامره، وافق كليمنت الخامس في النهاية على حل التنظيم، مؤمنًا بذلك على الشائعات والصخب اللذين نتجا عن نشر الاعترافات. وأصدر في مجمع فيينا سنة 1312 عددًا من المراسيم البابوية منهم المرسوم الذي أطلق عليه باللاتينية: Vox in excelso والذي نص رسميًا على حل التنظيم، ومرسوم: Ad providam الذي أحال ملكية أغلب ممتلكات فرسان الهيكل وأصولهم المالية إلى تنظيم فرسان الإسبتارية.

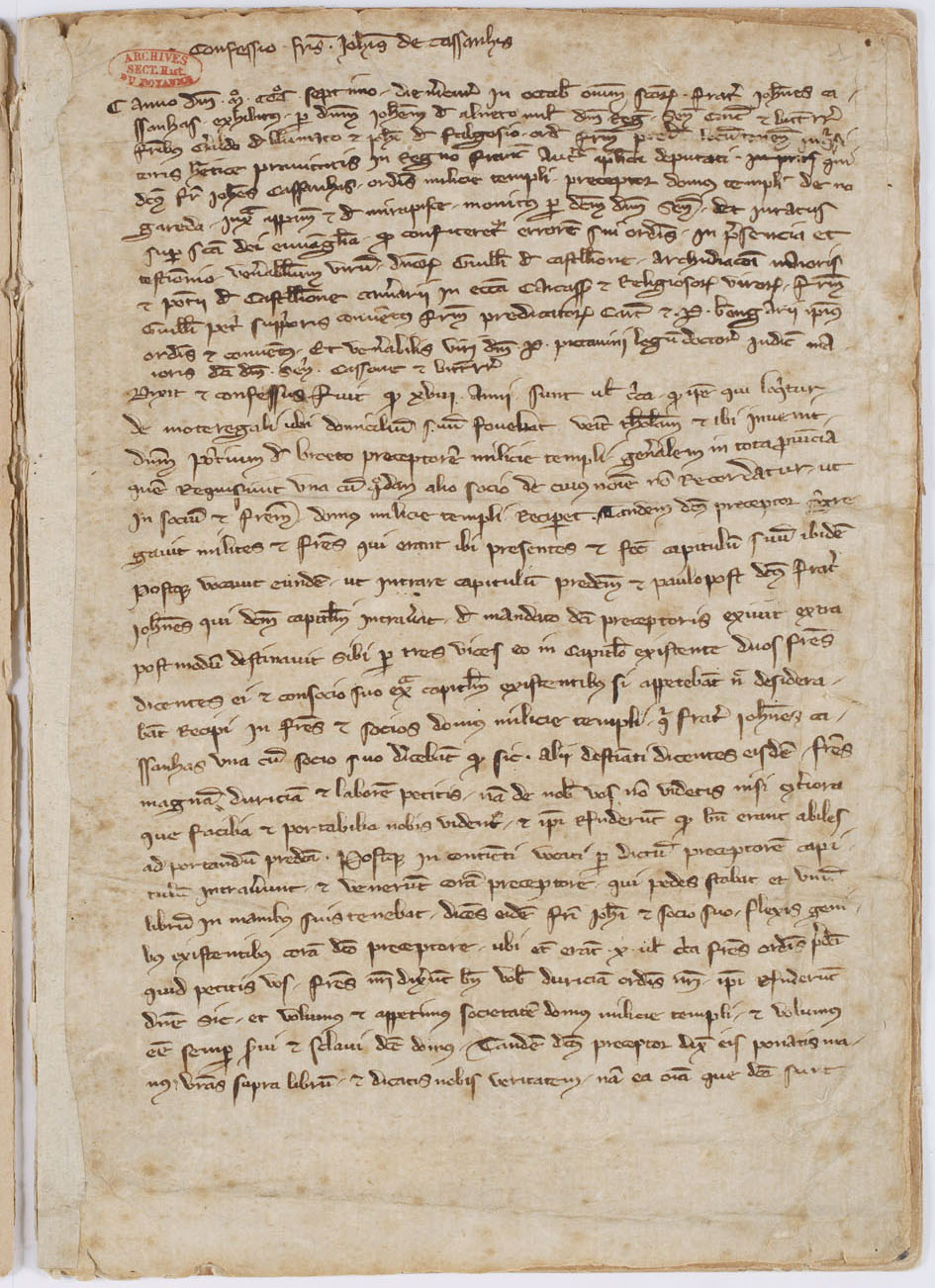
وثيقة تعرض التحقيقات التي تمت مع فرسان الهيكل من قبل المفوضين الملكيين والمستشارين

وأما القادة، فقد تنكر القائد الأعلى للتنظيم جاك دو مولاي طاعن السن لاعترافاته السابقة التي أكره عليها، وكذلك أنكر جيوفوري دي تشارني معلم ومرشد التنظيم في نورماندي اعترافاته السابقة، وأصر كلاهما على براءته. وأُدينا بالهرطقة والردة وصدر الحكم بإعدامهما حرقًا في 18 مارس 1314. وروي أن دي مولاي ظل صامدًا على موقفه للنهاية، وطلب أن يقيدوه في وضع يجعله موليًا وجهه قبل كنيسة نوتردام، ليضم يديه ويلهج بالدعاء. وتقول الحكاية أنه صاح من بين النيران يقول بأنه سيواجه الملك فيليب والبابا كليمنت قريبًا أمام الرب. ودونت كلماته الأصلية على البرشمان: «الله يعلم الخاطئين والعصاة، ولن تلبث النكبات حتى تحل على من حكموا علينا بالموت.» [النص الأصلي بالفرنسية: Dieu sait qui a tort et a péché. Il va bientot arriver malheur à ceux qui nous ont condamnés à mort] وبالفعل لم يكد يمر شهر واحد حتى مات البابا كليمنت، وكذلك لقي الملك فيليب مصرعه أثناء خروجه للصيد قبل نهاية العام.
بعد الخلاص من آخر قادة التنظيم، تفرق باقي الأعضاء في أنحاء أوروبا، منهم من اُعتقل وحوكم تحت سلطة البابا، ومنهم من انضم لتنظيمات عسكرية أخرى كفرسان الإسبتارية، ومنهم من أُحيل إلى المعاش ليكمل حياته في سلام. وقد ترى حادثة حل تنظيم فرسان الهيكل على أنه الدمج الفعلي بين التنظيمين الخصمين، إذ انتقلت بموجب المرسوم البابوي ملكية فرسان الهيكل إلى فرسان الإسبتارية، الذي انضم إليه كذلك الكثير من فرسان الهيكل بعد حل تنظيمهم. وهرب البعض إلى خارج البلاد بمناطق لا تقع تحت نطاق سيطرة البابا، مثل اسكتلندا المحرومة كنسيًا، وسويسرا. أما أعضاء التنظيم في البرتغال فقد قاموا ببساطة بتغيير اسم التنظيم من «فرسان الهيكل» إلى «فرسان المسيح.»

### وثيقة شينون
في سبتمبر 2001، عثرت عالمة الخطاطة باربرا فلاير في أرشيف الفاتيكان السري على وثيقة مؤرخة 17 – 20 أغسطس 1308، تضم تدوينًا لأحداث محاكمات فرسان الهيكل، وتظهر بأن البابا كليمنت قد أقر ببراءة فرسان الهيكل من جميع تهم الهرطقة قبل أن يعلن رسميًا حل التنظيم في عام 1312. كما ورد في وثيقة أخرى بتاريخ 20 أغسطس 1308 رفعت إلى فيليب الرابع ملك فرنسا، بأن جميع فرسان الهيكل الذين سبق لهم الاعتراف بالهرطقة قد «عادوا ودخلوا نسيج الكنيسة والإيمان بمقدساتها.» هذه الوثيقة الأخيرة لم تكن بمنأى عن المؤرخين؛ إذ نشرها العالم إيتين بالود عام 1693، والعالم بيير دوبي عام 1751.
موقف الكنيسة الرومانية الكاثوليكية في الوقت الحاضر يتلخص في قولها بأن محاكمة التنظيم كانت غير عادلة وغير مشروعة، وأنه لم يكن هناك ما يدين التنظيم ولا قياداته، وأنه البابا كليمنت قام بما قام به تحت ضغط عبء الفضيحة العامة والتأثير الكاسح لشخصية الملك فيليب الرابع الذي يخبر حقيقة أن يكون هذا الأخير من أقارب البابا كليمنت.

## التنظيم الداخلي

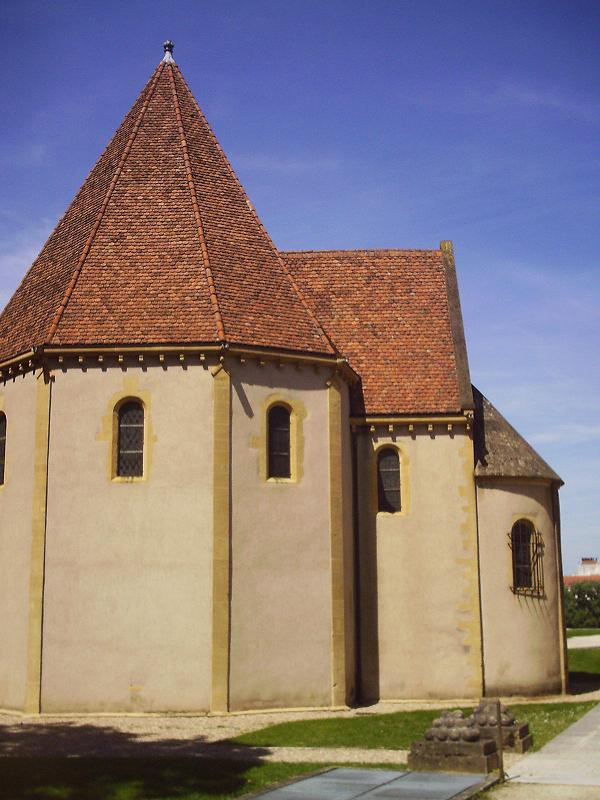
الكنيسة التابعة لتنظيم فرسان الهيكل في القرن الثاني عشر في ميتز في فرنسا. تبعت قديمًا قيادة التنظيم في ميتز، وتعد أقدم المؤسسات التابعة لتنظيم فرسان الهيكل في الإمبراطورية الرومانية المقدسة.

أُسس تنظيم فرسان الهيكل ليكون تنظيمًا رهبانيًا، كتنظيم برنارد السسترسي، والذي يعد أول تنظيم دولي مؤثر عظيم الحضور في أوروبا. وامتاز التنظيم بقوة بنيته التنظيمية، وبخاصة من الناحية القيادية. واختصت البلاد التي تميزت بحضور واسع للتنظيم (مثل فرنسا وإنجلترا وبواتو وبوليا وآراغون وطرابلس وآنطاكية وأنجو والبرتغال والقدس والمجر وكرواتيا) بقائد عام في كل بلد لأعضاء التنظيم فيه.
	يدين كل القادة بالولاء إلى القائد الأعلى للتنظيم، والذي يتولى المنصب مدى الحياة، ومهمته الإشراف وإدارة نشاط التنظيم العسكري في الشرق، والنشاط المالي والاقتصادي في الغرب. مارس القائد الأعلى سلطته من خلال سفراء التنظيم، وهم مجموعة من الفرسان يقوم بتنصيبهم بنفسه وبمشاورة مركز التنظيم في القدس، ويضطلعون بمهمة زيارة المناطق والمقاطعات المختلفة، وإصلاح وقائع الفساد بأنواعه، وتقديم القوانين والأحكام الجديدة، والبث في النزاعات ذات الأهمية. وامتلك سفراء التنظيم سلطة تسريح الفرسان من مناصبهم، وكذلك عزل القائد العام للمقاطعة المعنية.
لا يمكن الجزم بعدد الأعضاء المنتمين للتنظيم بدقة، ولكن تشير التقديرات إلى أن عدد المنتمين للتنظيم في أوج قوته بلغ ما بين 15000 أو 20000 عضوًا، وقرابة العُشر منهم من كان فارسًا عسكريًا بالفعل.

## الرتب والدرجات

### الرتب الأساسية
كانت هناك ثلاثة رتب في صفوف فرسان الهيكل هي: الفرسان النبلاء، والرقباء غير النبلاء، والكهنة. وكان ذوو الرتب الثلاث يرتدون حلة عليها شعار الصليب الأحمر.

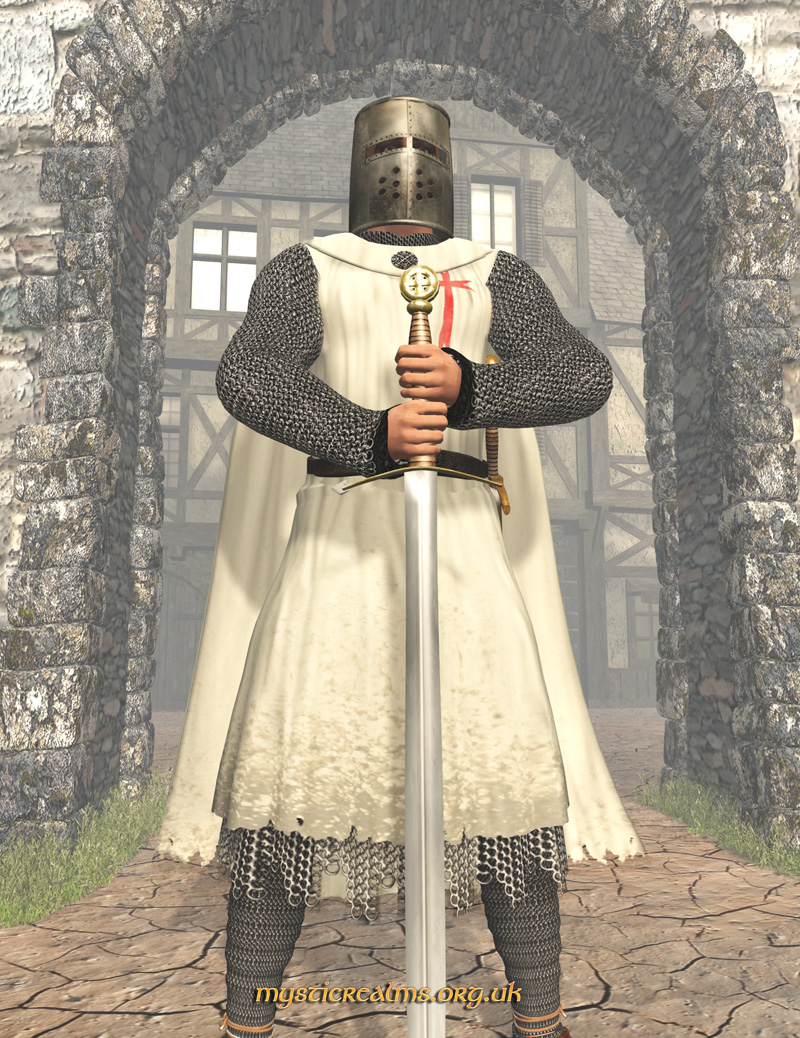
صورة مرسومة لأحد فرسان الهيكل

#### الفرسان النبلاء
يعتبرون المرتبة الأولى في فرسان الهيكل. لم يكن هناك مراسم لتنصيب هؤلاء الفرسان، حيث كان على أي فارس يرغب في أن يصبح من فرسان الهيكل أن يكون فارسًا بالفعل. ويعتبر الفرسان النبلاء الفرع الأكثر أهمية والبارزين في التنظيم، وكانوا يرتدون عباءات بيضاء ترمز إلى النقاء والعفة. وكانوا مجهزين بالأسلحة وبالدروع الثقيلة، وبين كل 8 فرسان يصبح واحد منهم قائدا عليهم، ومن بين كل ثلاثة أو أربعة فرسان كان يوجد واحد أو اثنين من التابعين (فرسان ناشئين). والتابعون عمومًا ليسوا أعضاء في النظام ولكن كان يستعان بهم بدلا من الغرباء الذين تم تعيينهم لفترة محددة من الزمن، حتى يتم ترقيتهم إلى رتبة فارس.

#### الرقباء غير النبلاء
وكان يقبع تحت مرتبة الفرسان عناصر من الأسر غير النبيلة والذين كانوا يسمون رقباء. حيث يتميزون بالمهارات الحيوية واتقان الحرف مثل الحدادة والبناء، ويديرون العديد من الأنشطة في أوروبا. كانوا في الولايات الصليبية يقاتلون إلى جانب الفرسان ولكن باستخدام دروع خفيفة مع حصان واحد. استطاع بعض الرقباء الوصول إلى مناصب ومراتب عالية، منها منصب قائد خزينة المال في عكا، الذي كان بحكم الأمر الواقع قائدا لأسطول التنظيم (أسطول فرسان الهيكل)، وكانت ملابس الرقباء باللونين الأسود أو البني.

#### الكهنة
في عام 1139م، شكلت فئة من رجال الدين ليكونوا المرتبة الثالثة في التنظيم وأطلق عليهم لقب الكهنة، ويتم رسم الكهنة من خلال مراسم خاصة، ويعتبر أعلاهم هو كبير الكهنة، كانت مهمة الكهنة توفير الاحتياجات الدينية أو الروحية لفرسان الهيكل، ولا يشاركون بأية أعمال قتالية.

### الرتب العليا

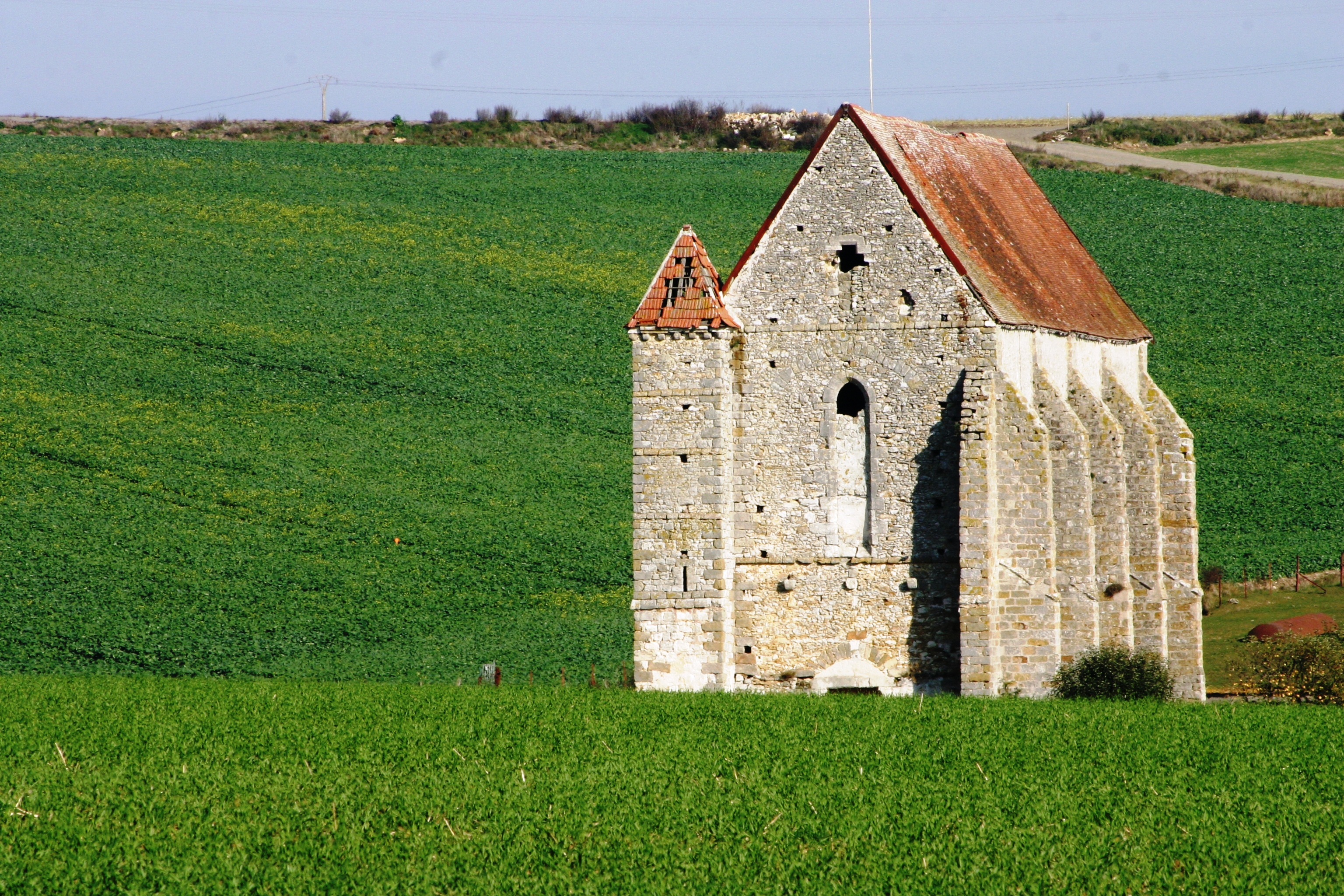
مبنى لتنظيم فرسان المعبد في سان مارتن دي تشامب - فرنسا

يطلق على الرتب العليا اسم القادة الكبار (بالإنجليزية: Grand Masters) هي درجة تم انشاؤها في عامي 1118 - 1119 م على يد هيوجز دي بانز والذي أصبح أول قائد للتنظيم لقب بالقائد الأكبر، وهو منصب يظل فيه مدى الحياة، ولكن ومن أجل الحفاظ على بقاء التنظيم وضمان استمراريته، يسمح لجميع القادة بالمشاركة في المعارك فيما عدا اثنين منهما يظلان في مقر التنظيم وذلك لضمان عدم وفاة جميع القادة في المعارك القتالية، فعلى سبيل المثال: حصار عسقلان عام 1153 كان القائد الأكبر برنارد دي تريميلي يقود مجموعة من الفرسان أثناء عملية اختراق جدران المدينة، ولأن باقي جيش الصليبيين لم يتبعوهم، حوصرت هذه المجموعة مع قائدهم وتم القضاء عليهم جميعاً، أيضا القائد الأكبر جيرارد دي ريدفورت الذي قطع رأسه بأمر من صلاح الدين الأيوبي بعد القبض عليه في حصار عكا (1189) نتيجة لخيانته ونقض العهد بينهم.
يشرف القائد الأكبر على جميع العمليات لجميع الدرجات والرتب، منها العمليات العسكرية في الأراضي المقدسة وفي وسط أوروبا، بالإضافة إلى جميع التعاملات المالية والصفقات في أوروبا الغربية. بعض القادة الكبار يكون لهم دور كقادة للمعارك، مع أن هذه الفكرة غير حكيمة حيث تشهد أخطاء فادحة، وهو ما برز خلال قيادة دي ريدفورت لأحد المعارك والتي تسبب في هزيمة الصليبين في معركة حطين، يعتبر جاك دو مولاي هو آخر القادة الكبار لتنظيم فرسان الهيكل والذي أعدم حرقا في باريس عام 1314 بأمر من الملك فليب الرابع ملك فرنسا.

## الزي والهيئة

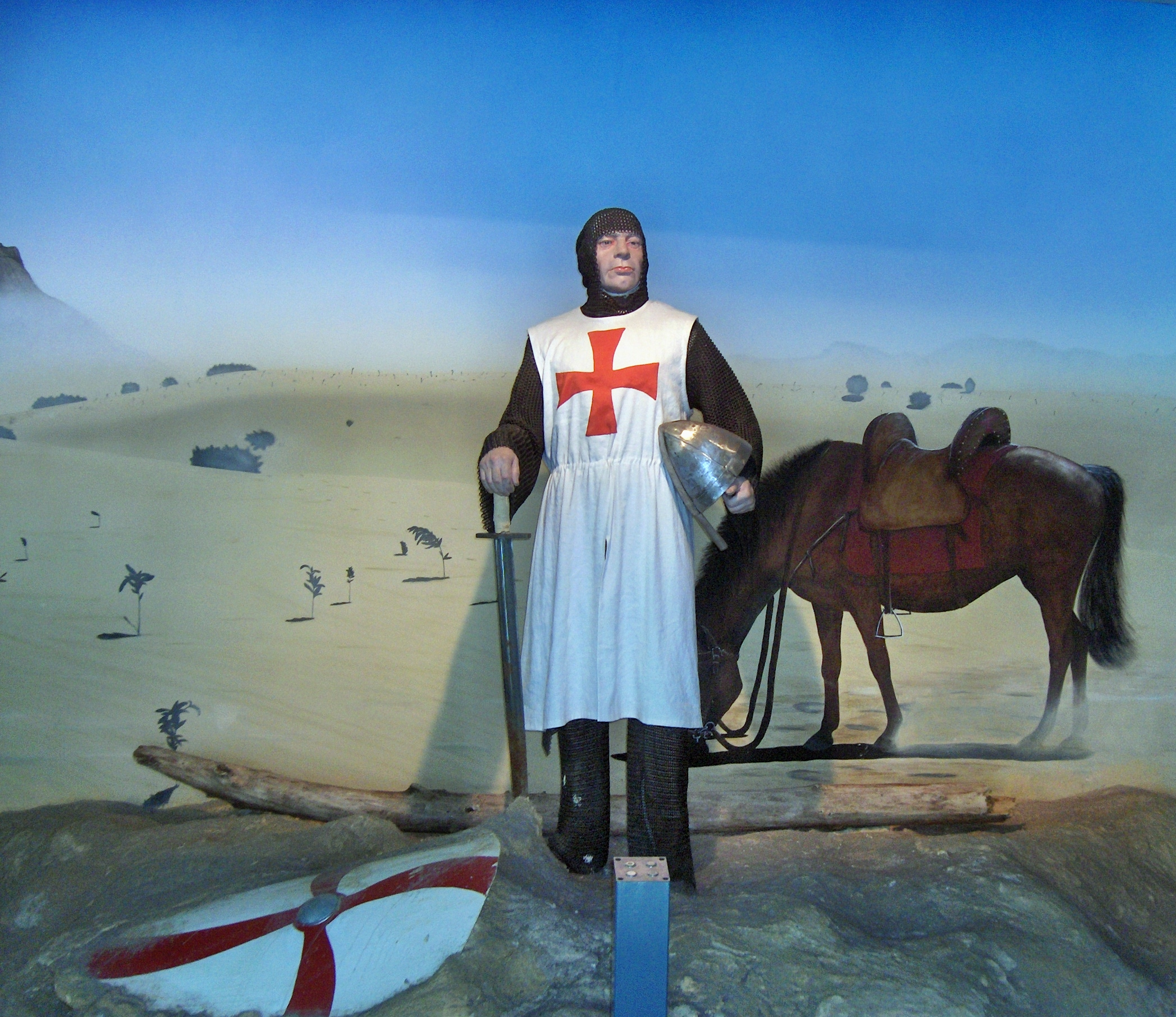
مجسم بالحجم الطبيعي لاحد فرسان الهيكل.

يعتبر برنارد كلايرف والمؤسس هوغوس دي باينس أول من وضع القوانين الانضباطية للتنظيم. ويعرف لدى المؤرخين المعاصرين بـ«القانون اللاتيني»، يحتوي على 72 مادة تقوم بتعريف السلوك المثالي للفرسان، مثل: تحديد نوعية الملابس التي يرتدونها، عدد الأحصنة التي يحصلون عليها، طريقة تناول الفرسان للطعام في صمت، عدم تناول اللحوم أكثر من 3 مرات أسبوعياً، عدم الاتصال الجسدي مع أي امرأة، عدد أفراد عائلاتهم، أيضا تشتمل على تكوين المجموعات الصغيرة للقادة والتي تتكون من: «4 جنود على أحصنة وأحد الكهنة وأحد الكتاب، ورقباء على حصانين، وفارس نبيل بدروعه وأسلحته على حصان واحد»، وكلما كبر التنظيم وأتسع أُضيفت بنود جديدة، ووصلت مسودة البنود الأساسية من 72 إلى مئات من البنود في صيغتها النهائية.

واحد من الأعلام التي استخدمها فرسان الهيكل

كان الفرسان يرتدون معطفا وعباءة من اللون الأبيض مرسوم عليهما صليب أحمر، بينما كان الرقباء يرتدون سترة قصيرة سوداء عليها صليب أحمر من المقدمة مع عباءة سوداء أو بنية اللون. أُختيرت العباءة البيضاء في «مجلس ترويس» بينما الصليب أُضيف لاعتبارات دينية، والذي استخدم كشعار للحملة الصليبية الثانية عام 1147 حينما قرَّر البابا أوجين الثالث والملك لويس الخامس والشخصيات الأخرى التي حضرت الاجتماع الذي تم في المعبد الفرنسي ليكون المقر الرسمي لهم بالقرب من باريس، ووفقا لقوانينهم، كان إذا تم ارتداء الزي الأبيض يحظر على الفرسان تناول أي طعام أو شراب طيلة ارتدائهم له.
يعتبر الصليب الأحمر الذي يرتدونه رمزاً للتضحية، وحسب معتقداتهم أن الموت في المعارك يعتبر شرفا عظيما يضمن لهم مكانا في الجنة، وحسب تعليمات الكاردينال، فلا يجب على المحاربين الاستسلام إلا إذا سقط علم فرسان المعبد، وقبل هذه المرحلة عليهم أن يتجمعوا مع باقي المجموعات المسيحية مثل مجموعة الهوسبتاليين (فرسان مالطة)، وإذا سقطت جميع الأعلام يسمح لهم بالانسحاب من أرض المعركة، كان هذا المبدأ لا هوادة فيه، فهو إلى جانب السمعة العالية للشجاعة والتدريب المميز والأسلحة الثقيلة، جعلت من فرسان المعبد واحدة من القوات المقاتلة الأكثر رعبا في العصور الوسطى.
وبالرغم أنه لم يكن منصوص عليه في قوانين الفرسان، قام أعضاء التنظيم في وقت لاحق بترك لحاهم لتكون طويلة / ففي عام 1240 وصف البريك دي تورفونتي فرسان المعبد بأنهم «تنظيم الأخوية الملتحين»، وفي أثناء التحقيقات التي أجراها مستشاروا البابا في باريس ما بين عامي 1310- 1311، كان هناك 230 فارسا يتم استجوابه منهم 76 فردا كانت لحاهم طويلة، بينما كان هناك 133 فردا قالوا أنهم حلقوا لحاهم حتى يستطيعوا الهروب من محاولات القبض عليهم.
كان هناك حفل للاستقبال والمعروف لدى التنظيم بـ (receptio)، ويشتمل على التزام وهيبة عميقة أثناء المراسم. كان يمنع على الغرباء حضور الحفل، وهو ما أثار شكوك المحققين في القرون الوسطى خلال التجارب في وقت لاحق. حيث كان الأعضاء الجدد يوقعون طوعا على تسليم جميع ثرواتهم وممتلكاتهم إلـى التنظيم وقطع وعود بالتقشف والعفة والتقوى والطاعة، معظم أعضاء التنظيم عادوا إلى الحياة العادية سريعا على الرغم من أن بعضهم كان مسموحا لهم بالانضمام لفترة محددة. أحيانا كان يسمح للرجل للانضمام إذا كان متزوجا، ولكن لا يسمح له بارتداء العباءة البيضاء مطلقا.

## اتهامات

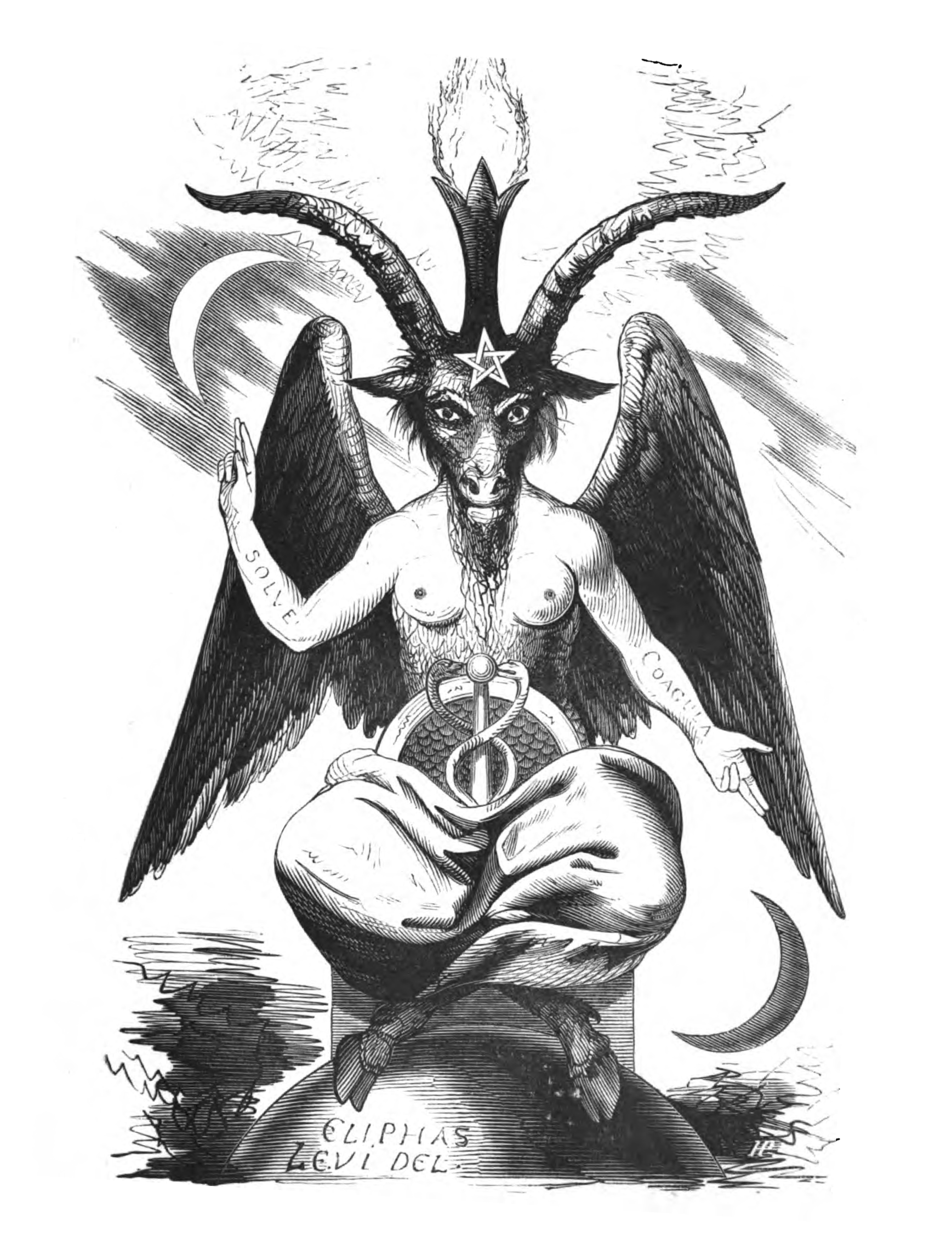
رسم للماعز السبتية (بافومت) عام 1856.

اتُّهِم فرسان الهيكل بعبادة وثن بافومت والعلاقات المثلية، والبصق والتبوّل على الصليب واللواط (السدوميّة)، عندما قمع الملك فيلب الرابع الفرنسي تنظيم فرسان المعبد القروسطي، في يوم الجمعة الثالث عشر من أكتوبر عام 1307، أسَر فيليب كثيرًا من فرسان المعبد الفرنسيين في وقت واحد، ثُم عُذّبوا حتى يعترفوا. ظهر اسم بافومت في نصوص محكمة التحقيق في شأن الفرسان السبعة
ابتداءً من عام 1307. لم تشتهر كلمة بافومت على اللسان الإنكليزي إلا في القرن التاسع عشر في خلال المحاورات والتفكر في أسباب قمع فرسان المعبد.
ظهر اسم بافومت في يوليو عام 1098 مكتوبًا في رسالة لجندي الحملات الصليبية أنسلم الربمونتي: وفي الغد ، لما طلع الفجر ، دعوا بافوميث بأصوات عالية؛ ونتوسل إلى ربنا في قلوبنا ونهاجمهم ونطرد الجميع من أسوار المدينة. حين طلعت شمس اليوم التالي، دعَوْا بصوتٍ عالٍ بافومت، وصلّينا بصمتٍ في قلوبنا لله، ثم هاجمناهم وألجأناهم إلى خارج أسوار المدينة.
بينما يروي رايموند الأغويلري، وهو مؤرخ للحملة الصليبية الأولى، أن الشعراء المتجولين كانوا يسمّون نبي الإسلام محمد بافومت، يتفق العلماء المعاصرون على أن اسم بافومت كان تحريفًا فرنسيًا قديمًا لاسم «محمد»، وكانوا يسمون المساجد بافوماريات. حيث اعتقد مسيحيو الغرب في العصور الوسطى أن المسلمين كانوا وثنيين ويعبدون محمد كإله،  وأصبح محمد في اللغة الإنجليزية "mammet" أي معبودًا أو إلهًا مزيفًا، ظهر اسم بافومت بعد ذلك في نحو عام 1195 في القصائد الأوكيتانية التي كتبها الشاعر الجوال جافاودان، وسماها "Senhors, per los nostres peccatz". وفي نحو عام 1250، ظهر الاسم في قصيدة ترثي هزيمة الحملة الصليبية السابعة، كتبها أوستورك داورلاك. «دو بافومت» أيضًا اسم واحد من الفصول الأربعة الباقية من ترجمة أوكيتانية لأقدم أعمال رامون لول، المسمى "Libre de la doctrina pueril" (أي: «متحرر من العقيدة الطفولية»).

## التأثير

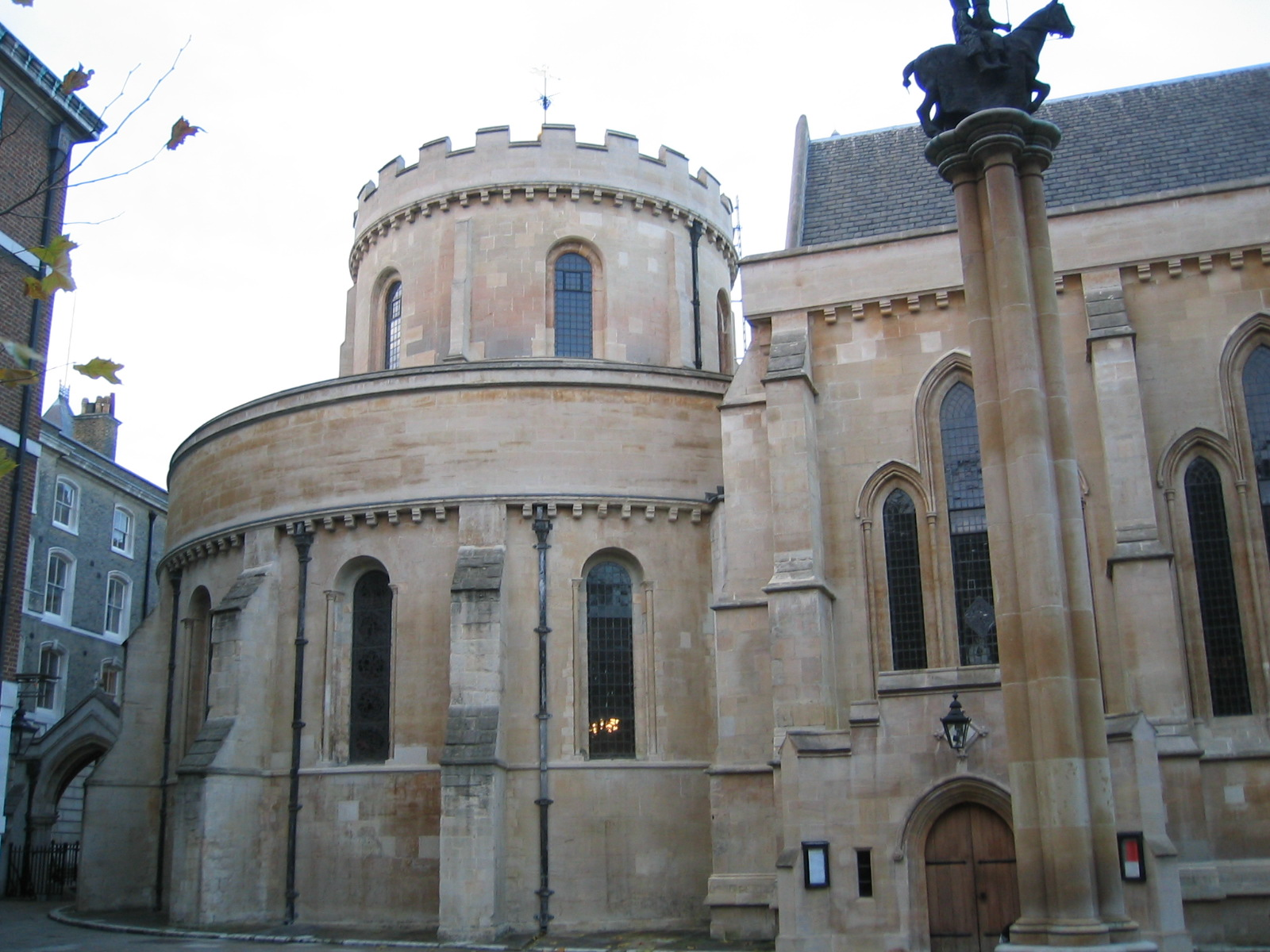
كنيسة المعبد بلندن. والتي كانت أحد مواقع الاحتفال بفرسان الهيكل ويعتبر حاليا مزارا سياحيا

في ظل المهام العسكرية والموارد المالية واسعة النطاق، استطاع تنظيم فرسان الهيكل تمويل عدد كبير من مشاريع البناء في جميع أنحاء أوروبا والأرض المقدسة. العديد من هذه المباني لا يزال قائما، والعديد من المواقع أيضا حافظت على اسم «معبد» نظرا لارتباطه علي مدار القرون مع فرسان المعبد. على سبيل المثال؛ بعض الأراضي التابعة لهم في لندن في وقت لاحق تم تأجيرها إلى محامين والذين قاموا بمجهودات لكي يتم تسميتها باسم التنظيم مثل: بار المعبد ، محطة قطار المعبد ، المعبد الأوسط وغيرها.
هناك العديد من المباني تتميز بمعالم لشخصيات فرسان الهيكل مثل صورة فارسين يركبان حصانا واحداً، وهي للتعبير عن حالة فقرهم. أيضا كانت المباني المحيطة تشتمل على تصميمات من كنيسة القيامة بالقدس القديمة.

### التنظيمات الحديثة
ساهمت قصة الاضطهاد والانحلال المفاجئ لأقوى جماعة سرية في العصور الوسطى في رسم ملامح ظهور جماعات أخرى زعمت أنها كانت على صلة بتنظيم فرسان الهيكل، لكي تساهم في تحسين صورهم وإضفاء طابع من السرية عليها، لا يوجد هناك إثبات تاريخي حول وجود صلة بين جماعة فرسان الهيكل (التي تم حلها وتفكيكها في الكنيسة الكاثوليكية عام 1309 مع مقتل جاك دو مولاي آخر قائد كبير لها) وأي تنظيمات حديثة، ظهرت ادّعاءات مثل التنظيم الإسكتلندي الذي ظهر للعلن في القرن الثامن عشر الميلادي، والذي تعرض كثيراً لحالة من الارتباك العام بسبب تساؤلات حول تفسير سر الفجوة التي تبلغ 400 عام؛ أيضا في عام 1853 وفي عهد نابليون الثالث والذي شهد الاعتراف رسمياً بمنظمة OSMTH وهي اختصار (Ordo Supremus Militaris Templi Hierosolymitani) وهو تنظيم قائم على أساس تقاليد جماعة فرسان الهيكل في القرون الوسطى وتحتفل بشكل روحاني، ولكنه لا يثبت هذا النسب المباشر للتنظيم الذي أسسه هوغو دي باينس سنة 1118 قبل أن يحله البابا كليمينت الخامس عام 1312.

#### الماسونية

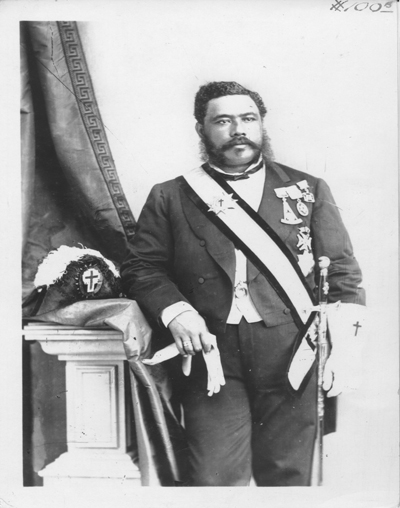
صورة للملك كالاكاوا أحد رموز الماسونية وهو يرتدي ملابس فرسان الهيكل

منذ نهاية القرن الثامن عشر، كانت حركة البنائين الأحرار والمعروفة بالماسونية قد أدرجت العديد من طقوس فرسان الهيكل في عدد من الهيئات الماسونية، وأبرزها على سبيل المثال: تنظيم المعبد الذي انضم بشكل نهائي إلى «اتحاد المنظمات الدينية والعسكرية والماسونية لتنظيم المعبد ومعبد القديس يوحنا في القدس وفلسطين ورودس ومالطة» والشهيرة باسم فرسان الهيكل، هناك نظرية واحدة لأصل الماسونية تدعي النسب المباشر لجماعة فرسان الهيكل التاريخية وذلك عبر أعضائها الذين كانوا في القرن الرابع عشر والذين لجأوا إلى إسكتلندا عند الملك روبرت بروس والذي طرد من قبل الكنيسة الكاثوليكية الرومانية في ذلك الوقت، أو الذين هربوا إلى البرتغال والذين غيروا اسم تنظيمهم إلى فرسان المسيح، وأعضاء آخرون انضموا إلى جماعة فرسان القديس يوحنا. كانت هناك بعض النظريات التي تفترض أن مجموعات فرسان المعبد التي هربت في إسكتلندا هي صاحبة الفضل في انتصار الإستكلنديين في بانوكبورن، ولكن هذه النظرية تم إهمالها من القيادات الماسونية والمؤرخين على السواء لعدم كفاية الأدلة التي ترجح ذلك.
كان ظهور الحركة الماسونية في بدايته محط اعتراض شديد من الكنيسة الرومانية الكاثوليكية، وذلك لإيمانها بأن هذه المجموعة هي «جمعية سرية» ولديها أجندة خفية كبيرة تتعارض مع الكنيسة ومعتقداتها. تحول فيما بعد بعض أعضاء الكنيسة إلى أعضاء في هذه الجماعة. وفي أوائل القرن العشرين أصبح طرد الماسونيين شائعا مما أدى إلى الاعتقاد الخاطئ أن الكنيسة بطريقة ما تعارض أيضا فرسان الهيكل، ولكن الكنيسة أرادت أن تصنع حدا ما بين فرسان الهيكل والرهبانية العامة و «الجمعيات السرية». وفي عام 1980 قام البابا يوحنا الثاني برفع الحرمان أو الطرد الكنسي الذي كان مفروضا ضد الكاثوليك الذين شاركوا في الحركة الماسونية، ومع ذلك كان أسلافه من أشد المعارضين لها، حيث أشاروا إلى أن الأشخاص الضالعين في هذا المجتمع السري ويتواصلون معهم يسلمون أرواحهم إلى خطر محدق.

### الأساطير والآثار
على الرغم من أن هذه المجموعة قد اندثرت تمامًا مع حرق جماعتها ومنهم دي مولاي آخر قادتها، إلا أن الأساطير لم تتوقف عن الحديث عنهم وعن ثروتهم الطائلة حيث يعتقد أن كنيسة روزلين تحوي كنز فرسان الهيكل. أصبح اسم فرسان الهيكل مرتبط بالأساطير نتيجة للأسرار التي نقلت عنهم منذ العصور القديمة. كثرت عنهم الشائعات حتى في زمن فرسان المعبد أنفسهم، منها رواية أن جاك دي موليه آخر رئيس للتنظيم قبل الفتك به قد حذر البابا كليمنس الخامس من اللعنة بسبب تقاعسه عن حماية التنظيم وبأنه سيقابله بعد شهر من موته في الدار الآخرة ليحاكم على جرمه في حق التنظيم، كما وعد الملك فيليپ بأنهما سيلتقيان في الدار الآخرة في نفس عام موته لكى يمثل أمام الله ليبرر جرمه هو أيضا في حق التنظيم. والغريب أن كلا اللعنتين قد تحققت بالفعل في عام 1314 وهو نفس عام إعدام دى موليه حيث مات البابا بعده بشهر فعلا ومات الملك فيليپ في نفس العام بعده بسبعة شهور.
أضاف الكتاب الماسونيون تكهناتهم الخاصة بهم في القرن 19، واختُرعت المزيد من القصص الوهمية عنهم لتزيينها في الروايات العالمية مثل إيفانهو، بندول فوكو، الرمز المفقود، وشيفرة دافنشي؛ الأفلام الحديثة مثل فيلمي الكنز الوطني وإنديانا جونز والحملة الصليبية الأخيرة وغيرها؛ بالإضافة الي ألعاب الفيديو مثل: عقيدة الحشاشين، العالم السري والسيف المكسور.

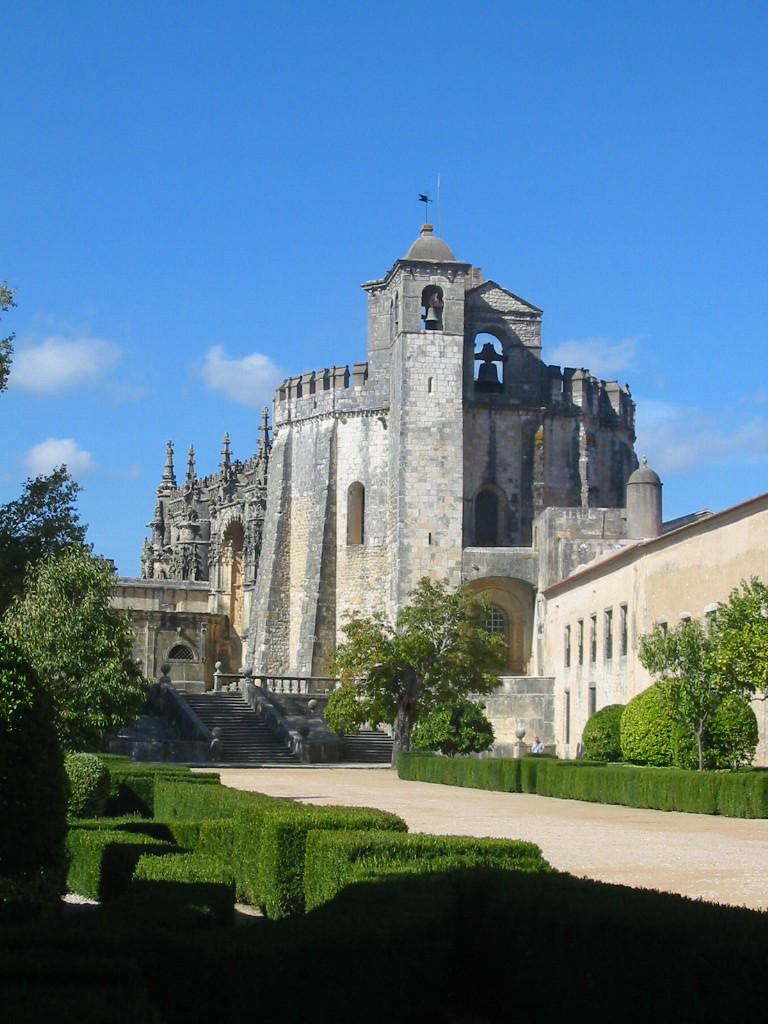
دير فرسان المسيح في تومار في البرتغال. شٌيد عام 1160 كمقر لفرسان الهيكل في البرتغال، ثم أصبح مقرًا لتنظيم المسيح البرتغالي. وُسم في عام 1983 كأحد مواقع التراث العالمي منظمة اليونسكو.

العديد من أساطير فرسان الهيكل كان سببها العلاقات مع تنظيمات كانت تقع في جبل الهيكل بالقدس ، وهناك مزاعم حول أن آثاراً لفرسان الهيكل قد وجدت هناك، مثل الكأس المقدسة وتابوت العهد، وجود هذه الآثار في حوزة فرسان الهيكل كان مؤكدا ، فهناك العديد من الكنائس لا تزال تعرض بعض من هذه الآثار المقدسة مثل: عظام القديس وقصاصة من الملابس التي كان يرتديها القديسيون وجمجمة أحد الشهداء، وهناك بعض الوثائق التي أثبتت وجود قطع من الصليب الأصلي للمسيح، وكانت هناك العديد من الآثار بحوزة أسقف عكا ومع خسارة معركة حطين ضد المسلمين سقطت هذه الآثار في يد صلاح الدين الأيوبي الذي ردها لاحقًا ليفتدي بعض المسلمين الذين استسلموا في حصار عكا عام 1191م، وقيل أن فرسان الهيكل كانوا يستحوذون على رأي القديس أوفومية خلقيدونية.
وكانت هذه الآثار موضع التحقيق الذي أُقيم خلال محاكم التفتيش لفرسان الهيكل، حيث تشير وثائق المحاكمة إلى وجود مجموعة من الأصنام التي يعبدها البعض، كما أشارت إلى وجود أوثان مثل القطط أو رأس مقطوع أو إلى شيء يسمى «بهوميت». وقد أدى وجود هذه المقتنيات إلى الاعتقاد الخاطئ الحديثة من قبل بعض فرسان الهيكل التي تمارس السحر، لكن بعض الباحثين المعاصرين قاموا بشرح أن اسم بهوميت الذي ورد في وثائق المحكمة ما هو إلا خطأ في النطق بالفرنسية سم محمد (Mphammet).
سرعان ما أصبحت الكأس المقدسة مرتبطة بفرسان المعبد ، ففي القرن الثاني عشر قدمت الكأس الرومانية الأولى من لو كونتي دو جرال، وكتب في 1180 من قبل كريتيان دي تروا، الذي جاء من نفس المنطقة التي أعلن فيها مجلس تروا رسميا إنشاء تنظيم فرسان المعبد. وبعد عشرين عاما أصبحت نسخة وولفرام فون إيشينباك هي الأساسية ، ويشير إلى فرسان تسمى " Templeisen " وتعني حراس كأس المملكة،  وفي الواقع اتفق معظم العلماء على أن قصة الكأس كانت كذلك تماما، وأن الخيال الأدبي بدأ تداولها في العصور الوسطى.
وكان هناك شيء أسطوري آخر أعتُقد أنه ربما يكون تابعا لفرسان المعبد هو «كفن تورينو». ففي عام 1357، وكان أول عرض للكفن في العلن من قبل أرملة أحد النبلاء المعروفة باسم جيوفري دي تشارني، والتي وصفتها بعض المصادر كونها عضوا من عائلة حفيد جيوفري دي تشارني الذي أحرق في كفة الميزان مع دي مولاي، آثار الكفن لا تزال محط جدل، ولكن في عام 1988 تم عمل تحليل الكربون للكفن وتبين أن تاريخها يرجع للفترة ما بين 1260 و 1390، وهي فترة تتضمن النشاط الفعلي لفرسان الهيكل على مدار نصف قرن، وفيما بعد تم استدعاء صحة المنهجية التي يرجع تاريخها إلى التشكيك، ولكن عمر الكفن لا يزال محل جدل كبير.

## قائمة المراجع
- Isle of Avalon, Lundy. "The Rule of the Knights Templar A Powerful Champion" The Knights Templar. Mystic Realms, 2010. Web. 30 May 2010.
- Barber، Malcolm (1994). The New Knighthood: A History of the Order of the Temple. Cambridge: Cambridge University Press. ISBN:0-521-42041-5. مؤرشف من الأصل في 2022-06-09.
- Barber، Malcolm (1993). The Trial of the Templars (ط. 1). Cambridge: Cambridge University Press. ISBN:0-521-45727-0. مؤرشف من الأصل في 2022-05-12.
- Barber، Malcolm (2006). The Trial of the Templars (ط. 2). Cambridge: Cambridge University Press. ISBN:978-0-521-67236-8. مؤرشف من الأصل في 2022-04-22.
- Barber، Malcolm (1992). "Supplying the Crusader States: The Role of the Templars". في Benjamin Z. Kedar (المحرر). The Horns of Hattin. Jerusalem and London. ص. 314–326.
- Barrett، Jim (1996). "Science and the Shroud: Microbiology meets archaeology in a renewed quest for answers". The Mission. University of Texas Health Science Center ع. Spring. مؤرشف من الأصل في 2014-12-02. اطلع عليه بتاريخ 2008-12-25.
- Burman، Edward (1990). The Templars: Knights of God. Rochester: Destiny Books. ISBN:0-89281-221-4. مؤرشف من الأصل في 2022-10-19.
- Mario Dal Bello, Gli Ultimi Giorni dei Templari, Città Nuova, 2013, ean 9788831164511
- Frale، Barbara (2004). "The Chinon chart – Papal absolution to the last Templar, Master Jacques de Molay". Journal of Medieval History. ج. 30 ع. 2: 109. DOI:10.1016/j.jmedhist.2004.03.004.
- Hietala، Heikki (1996). "The Knights Templar: Serving God with the Sword". Renaissance Magazine. مؤرشف من الأصل في 2016-05-31. اطلع عليه بتاريخ 2008-12-26.
- Marcy Marzuni (2005). Decoding the Past: The Templar Code (Video documentary). قناة التاريخ التلفزيونية. مؤرشف من الأصل في 2010-05-12.
- Stuart Elliott (2006). Lost Worlds: Knights Templar (Video documentary). قناة التاريخ التلفزيونية.
- Martin، Sean (2005). The Knights Templar: The History & Myths of the Legendary Military Order. New York: Thunder's Mouth Press. ISBN:1-56025-645-1. مؤرشف من الأصل في 2022-10-19.rial of the Templars (2 ed.). Cambridge: Cambridge University Press. ISBN 978-0-521-67236-8.
- Newman، Sharan (2007). The Real History behind the Templars. New York: Berkley Trade. ISBN:978-0-425-21533-3.
- Nicholson، Helen (2001). The Knights Templar: A New History. Stroud: Sutton. ISBN:0-7509-2517-5.
- Picknett، Lynn (1998). The Templar Revelation. New York: Touchstone. ISBN:0-684-84891-0. {{استشهاد بكتاب}}: تجاهل المحلل الوسيط |coauthor= لأنه غير معروف، ويقترح استخدام |author= (مساعدة)
- Read، Piers (2001). The Templars. New York: Da Capo Press. ISBN:0-306-81071-9.
- Selwood، Dominic (2002). Knights of the Cloister.  Templars and Hospitallers in Central-Southern Occitania 1100-1300. Woodbridge: The Boydell Press. ISBN:0851158285.
- Selwood، Dominic (1996). 'Quidam autem dubitaverunt: the Saint, the Sinner. and a Possible Chronology' in Autour de la Première Croisade,. Paris: Publications de la Sorbonne. ISBN:2859443088.
- Selwood, Dominic. “The Knights Templar 1: The Knights (2013)
- Selwood, Dominic. “The Knights Templar 2: Sergeants, Women, Chaplains, Affiliates (2013)
- Selwood, Dominic. “The Knights Templar 3: Birth of the Order (2013)
- Selwood, Dominic. “The Knights Templar 4: Saint Bernard of Clairvaux (2013)
- Théry, Julien. "A Heresy of State : Philip the Fair, the Trial of the ‘Perfidious Templars’, and the Ponticalization of the French Monarchy", Journal of Religious Medieval Cultures 39/2 (2013), p. 117-148

## وصلات خارجية
- الماسونية وفرسان المعبد - موقع قصة الإسلام